# Calephelis stallingsi
Calephelis stallingsi is een vlindersoort uit de familie van de prachtvlinders (Riodinidae), onderfamilie Riodininae.
Calephelis stallingsi werd in 1971 beschreven door McAlpine.